# 布罗和圣路易
布罗和圣路易（法語：Braud-et-Saint-Louis，法語發音：[bʁo e sɛ̃ lwi]）是法国吉伦特省的一个市镇，属于布莱区。该市镇于1795-1800年间由布罗（Braud）和圣路易（Saint-Louis）两地合并而成。

## 地理
布罗和圣路易（45°14'52"N, 0°37'31"W）面积49.24 平方千米，位于法国新阿基坦大区吉倫特省，该省份为法国西南部沿海省份，是法國本土面积最大的省，北起滨海夏朗德省，西临大西洋，南至朗德省，东南接洛特-加龍省，东临多爾多涅省。
与布罗和圣路易接壤的市镇（或旧市镇、城区）包括：吉伦特河畔圣西耶、昂格拉德、埃托利耶、圣昂德罗尼、圣欧班德布莱、圣埃斯泰夫、波亚克。
布罗和圣路易的时区为UTC+01:00、UTC+02:00（夏令时）。

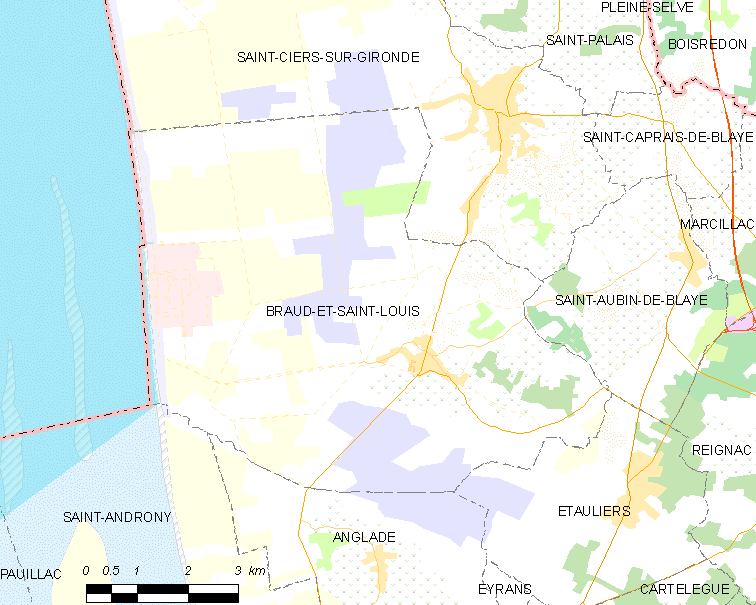
布罗和圣路易的OSM定位图

## 行政
布罗和圣路易的邮政编码为33820，INSEE市镇编码为33073。

## 政治
布罗和圣路易所属的省级选区为河口县。

## 人口

1962-2008年间布罗和圣路易人口变化图示

布罗和圣路易于2022年1月1日时的人口数量为1524人。